# La Garrucha, Mexiko
La Garrucha är en ort i Mexiko.   Den ligger i kommunen Ocosingo och delstaten Chiapas, i den sydöstra delen av landet, 800 km öster om huvudstaden Mexico City. La Garrucha ligger 879 meter över havet och antalet invånare är 182.
Terrängen runt La Garrucha är varierad. Runt La Garrucha är det glesbefolkat, med 17 invånare per kvadratkilometer. Närmaste större samhälle är San Miguel, 9,4 km väster om La Garrucha. I omgivningarna runt La Garrucha växer i huvudsak städsegrön lövskog.